# Abergele
Abergele is een stadje in het noorden van Wales, in het graafschap Conwy. Het stadje heeft ongeveer 18.000 inwoners (het voorstadje Pensarn inbegrepen). Bijna 30% van de bevolking heeft enige kennis van het Welsh. 
Abergele heeft een eeuwenoude geschiedenis; de Romeinen stichtten hier al een handelsplek.

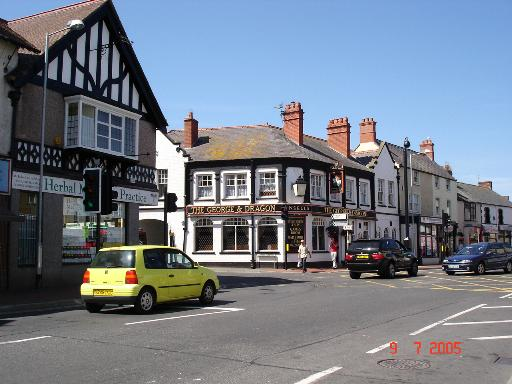
Centrum van Abergele
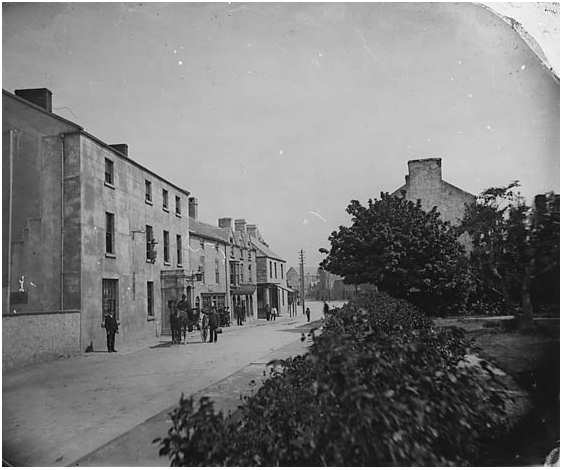
Bijenmarkt
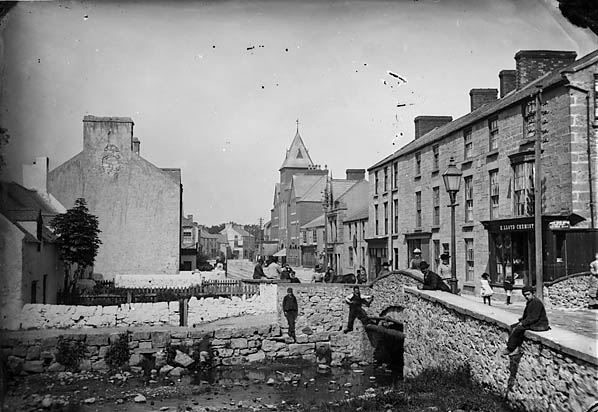
Bridge Street
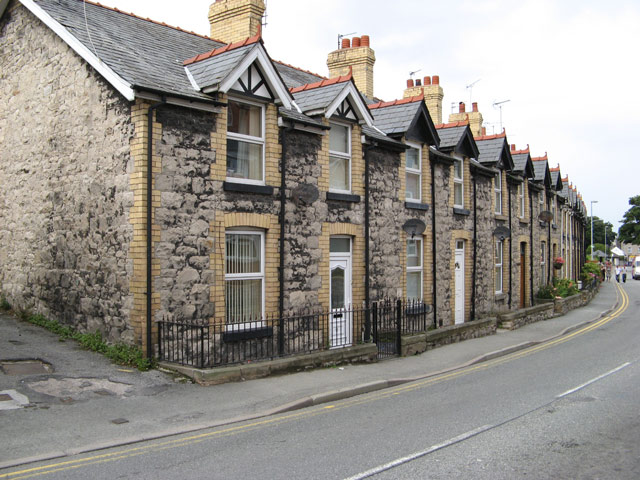
Water Street
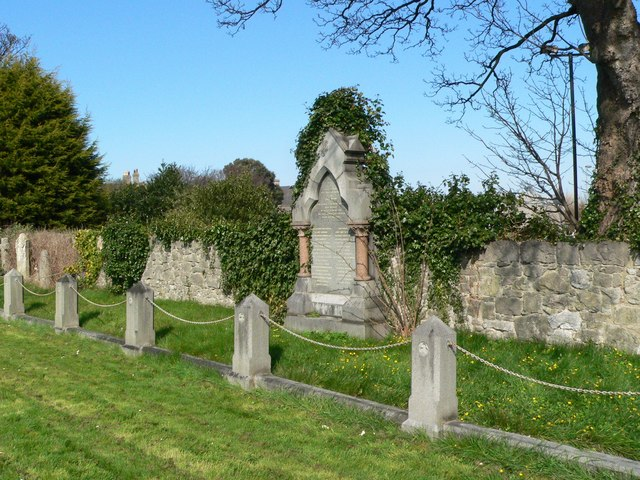
Herinnering aan de treinramp van 1868
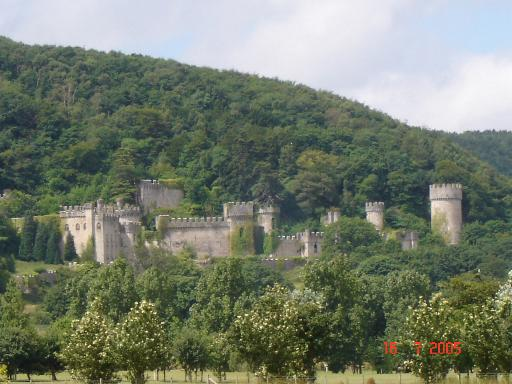
Gwrych Castle

## Geboren
- David Vaughan (1983), Welsh voetballer